# Metropolregion Little Rock
| Little Rock – North Little Rock – Conway - Metropolregion -            | Little Rock – North Little Rock – Conway - Metropolregion -                           |
| ---------------------------------------------------------------------- | ------------------------------------------------------------------------------------- |
| Fläche:                                                                | 10.593,9 km²                                                                          |
| Einwohner:                                                             | 748.031 (2020)                                                                        |
| Bevölkerungsdichte:                                                    | 70,6 pro km²                                                                          |
| Countys:                                                               | Faulkner, Grant, Lonoke, Perry, Pulaski, Saline                                       |
| Little Rock-North Little Rock-Pine Bluff - Combined Statistical Area - |                                                                                       |
| Fläche:                                                                | 18.565,4 km²                                                                          |
| Einwohner:                                                             | 912.604 (2020)                                                                        |
| Bevölkerungsdichte:                                                    | 49,2 pro km²                                                                          |
| Countys:                                                               | Faulkner, Grant, Lonoke, Perry, Pulaski, Saline, Cleveland, Jefferson, Lincoln, White |

Die Metropolregion Little Rock ist eine aus sechs Countys bestehende Metropolregion in der Mitte des US-amerikanischen Bundesstaates Arkansas. Das Zentrum der Region bildet Arkansas’ Hauptstadt Little Rock am Arkansas River.
Die Einwohnerzahl der Metropolregion erhöhte sich kontinuierlich von 610.518 Einwohnern im Jahre 2000 über 699.757 Einwohner im Jahre 2010 auf bis zu 748.031 Einwohner im Jahre 2020.
Das Ballungsgebiet wird vom Office of Management and Budget zu statistischen Zwecken als Little Rock–North Little Rock–Conway, AR Metropolitan Statistical Area geführt.

## Definition
Nachdem bis 2002 vier Countys die Region bildeten (Pulaski, Faulkner, Saline und Lonoke) kamen später das Perry County im Westen und das Grant County  im Süden hinzu. Im Jahr 2007 wurde die Stadt Conway im Faulkner County zur dritten Kernstadt („Principal City“) neben Little Rock und North Little Rock erhoben.
Die sechs Countys der Metropolregion bilden mit dem White County im Norden und den drei Countys der Region um Pine Bluff (mit den Countys Cleveland, Jefferson und Lincoln) im Süden die Combined Statistical Area (CBA) Little Rock-North Little Rock-Pine Bluff mit insgesamt 912.604 Einwohnern (2020).

## Nachbarregionen
Die Metropolregion Memphis am Mississippi River in den Bundesstaaten Tennessee, Mississippi und Arkansas ist die am nächsten gelegene größere Metropolregion. Die Entfernung dorthin beträgt 221 km (zwischen beiden Zentren) in ostnordöstlicher Richtung.
Weitere sind die Regionen um die Städte Jackson in Mississippi (425 km südöstlich), Shreveport in Louisiana (343 km südwestlich), Tulsa in Oklahoma (442 km westnordwestlich) und Springfield in Missouri (351 km nördlich).

## Countys
| Pulaski Grant Saline Perry Faul- kner Lon- oke White Jeffer- son Lincoln Cleve- land Die Stadt Little Rock (orange), die Metropolregion Little Rock (gelb) und die Little Rock-North Little Rock-Pine Bluff-Combined Statistical Area (orange, gelb und beige) | \| County \| Einwohner (2000) \| Einwohner (2010)[9] \| Änderung \| Fläche in km² \| Einwohner pro km² \| \| -------------------------- \| ---------------- \| ------------------- \| -------- \| ------------- \| ----------------- \| \| Faulkner County \| 86.014[10] \| 113.237 \| 31,6 % \| 1.676,7 \| 67,5 \| \| Grant County \| 16.464[11] \| 17.853 \| 8,4 % \| 1.636,3 \| 10,9 \| \| Lonoke County \| 52.828[12] \| 68.356 \| 29,4 % \| 1.983,8 \| 34,5 \| \| Perry County \| 10.209[13] \| 10.445 \| 2,3 % \| 1.426,9 \| 7,3 \| \| Pulaski County \| 361.474[14] \| 382.748 \| 5,9 % \| 1.996,4 \| 191,7 \| \| Saline County \| 83.529[15] \| 107.118 \| 28,2 % \| 1.873,8 \| 57,2 \| \| Metropolregion Little Rock \| 610.518 \| 699.757 \| 14,6 % \| 10.593,9 \| 66,1 \| \| Cleveland County \| 8.571[16] \| 8.689 \| 1,4 % \| 1.548,1 \| 5,6 \| \| Jefferson County \| 84.278[17] \| 77.435 \| −8,1 % \| 2.291,7 \| 33,8 \| \| Lincoln County \| 14.492[18] \| 14.134 \| −2,5 % \| 1.453,5 \| 9,7 \| \| White County \| 67.165[19] \| 77.076 \| 14,8 % \| 2.678,1 \| 28,8 \| \| CBA Little Rock-Pine Bluff \| 785.024 \| 877.091 \| 11,7 % \| 18.565,4 \| 47,2 \| |                  |          |               |                   |
| County | Einwohner (2000) | Einwohner (2010) | Änderung | Fläche in km² | Einwohner pro km² |
| Faulkner County | 86.014 | 113.237          | 31,6 %   | 1.676,7       | 67,5              |
| Grant County | 16.464 | 17.853           | 8,4 %    | 1.636,3       | 10,9              |
| Lonoke County | 52.828 | 68.356           | 29,4 %   | 1.983,8       | 34,5              |
| Perry County | 10.209 | 10.445           | 2,3 %    | 1.426,9       | 7,3               |
| Pulaski County | 361.474 | 382.748          | 5,9 %    | 1.996,4       | 191,7             |
| Saline County | 83.529 | 107.118          | 28,2 %   | 1.873,8       | 57,2              |
| Metropolregion Little Rock | 610.518 | 699.757          | 14,6 %   | 10.593,9      | 66,1              |
| Cleveland County | 8.571 | 8.689            | 1,4 %    | 1.548,1       | 5,6               |
| Jefferson County | 84.278 | 77.435           | −8,1 %   | 2.291,7       | 33,8              |
| Lincoln County | 14.492 | 14.134           | −2,5 %   | 1.453,5       | 9,7               |
| White County | 67.165 | 77.076           | 14,8 %   | 2.678,1       | 28,8              |
| CBA Little Rock-Pine Bluff | 785.024 | 877.091          | 11,7 %   | 18.565,4      | 47,2              |

## Kommunen

### Städte mit mehr als 100.000 Einwohnern
- Little Rock („Principal City“)

### Städte mit 50.000 bis 100.000 Einwohnern
- Conway („Principal City“)
- North Little Rock („Principal City“)

### Städte mit 10.000 bis 50.000 Einwohnern
- Benton
- Cabot
- Jacksonville
- Maumelle
- Sherwood

## Demografische Daten
Bei der offiziellen Volkszählung im Jahre 2000 wurde eine Einwohnerzahl von 610.518 ermittelt. Diese verteilten sich auf 241.094 Haushalte in 165.405 Familien.
Die Bevölkerung bestand im Jahre 2000 aus 75,4 Prozent Weißen, 21,0 Prozent Afroamerikanern, 0,4 Prozent Indianern, 1,0 Prozent Asiaten und 1,0 Prozent anderen. 1,3 Prozent gaben an, von mindestens zwei dieser Gruppen abzustammen. 2,0 Prozent der Bevölkerung bestand aus Hispanics, die verschiedenen der genannten Gruppen angehörten.
Das mittlere Einkommen pro Haushalt betrug 37.912 US-Dollar (USD), das mittlere Familieneinkommen 44.572 USD. Das mittlere Einkommen der Männer lag bei 31.670 USD, das der Frauen bei 23.354 USD. Das Pro-Kopf-Einkommen belief sich auf 18.305 USD.